# Olajlégy
Az olajlégy (Helaeomyia petrolei) a rovarok (Insecta) osztályának kétszárnyúak (Diptera) rendjébe, ezen belül a légyalkatúak (Brachycera) alrendjébe és a vízilégyfélék (Ephydridae) családjába tartozó faj.
Ennek a légynek a lárvája elpusztult rovarokkal táplálkozik, melyek (kő)olajtócsákban estek csapdába. Ez az egyetlen ismert faj, mely nyers olajban fejlődik. A nyers olaj egyébként igen mérgező a rovarok számára.

## Előfordulása
Az olajlégy egy kaliforniai légyfaj, amelyet először egy Los Angeles melletti természetes aszfalttóban, az úgynevezett La Brea kátránytóban (La Brea Tar Pits) lévő kőolajban fedezték fel. Azóta máshol is találtak olajlegyeket.

## Megjelenése
Az imágó körülbelül 5 milliméter hosszú. A teste fekete színű, de a feje világosabb. Az egyensúlyozó szerve, azaz a billér kissé sárgás színű, fehér bunkóval a végén. Szemei szőrösek, és a fej közepe felé vannak a legközelebb egymáshoz. A csáp harmadik íze hosszabb, mint a második. A szárnya szürkés árnyalatú és erezett; egyes példányoknál pont látható a szárnyak végén.

## Egyedfejlődése
A lárva általában az olaj felszínén úszik, de képes alámerülni hosszabb időre. Párzási és tojásrakási tevékenységük nem ismert, de feltételezett, hogy a petéket nem az olajba rakja a nőstény. A lárva a bebábozódáshoz kimászik a közeli füvek közé.
A lárva nagy mennyiségű nyers olajat és aszfaltot képes megenni. Azonban a táplálkozási kísérletek kimutatták, hogy valójában az olajban található állati eredetű anyagokból táplálkozik, amelyet gyorsan felfal. Annak ellenére, hogy a kőolaj 38 °C-ra is felmelegedik, a lárvában ez sem tesz kárt. Laboratóriumban ennél nagyobb hőt is kibír. A lárva közel 200 000 heterotróf baktériumot tartalmaz és ezek felkeltették azoknak a kutatóknak az érdeklődését, akik olyan mikroorganizmusokat és enzimeket vizsgálnak, melyek képesek ilyen környezetben élni.
William Homan Thorpe publikációjában megjegyzi, hogy ez a légyfaj a biológia kuriozitásai közé tartozik.

## Fordítás
- Ez a szócikk részben vagy egészben  a   Helaeomyia petrolei című angol Wikipédia-szócikk ezen változatának fordításán alapul.  Az eredeti cikk szerkesztőit annak laptörténete sorolja fel. Ez a jelzés csupán a megfogalmazás eredetét és a szerzői jogokat jelzi, nem szolgál a cikkben szereplő információk forrásmegjelöléseként.